# Ígor Deníssov
Ígor Vladímirovitx Deníssov (rus: Игорь Владимирович Денисов); (nascut el 17 de maig de 1984 a Leningrad, ara Sant Petersburg) és un futbolista rus que actualment juga de centrecampista pel Zenit Sant Petersburg i representa a nivell internacional Rússia.

## Trajectòria esportiva
El 29 d'agost de 2008 fou titular en el partit de la Supercopa d'Europa que enfrontà el seu equip, el Zenit de Sant Petersburg, contra el Manchester United FC, i que l'equip rus guanyà per 1 a 2.

## Títols
Zenit Saint Petersburg
- Lliga russa de futbol: 1

2007
- Supercopa russa de futbol: 1

2008
- Lliga Europa de la UEFA: 1

2008
- Supercopa d'Europa de futbol: 1

2008

## Carrera internacional
Deníssov capitanejà l'equip rus sub-21. Rebutjà la convocatòria provisional de l'esquadra de 25 homes per l'Euro 2008. Feu el seu debut per la selecció de futbol de Rússia l'11 d'octubre del 2008 en les qualificacions per la copa del món de futbol de 2010 en un partit contra Alemanya.